# Estadio del Restelo
El Estadio del Restelo (en portugués: Estádio do Restelo) es un estadio multiuso en Lisboa, Portugal. Actualmente se utiliza en su mayor parte para partidos de fútbol del club Os Belenenses. Fue construido en 1956 y tiene una capacidad para 19 856 espectadores. 
En 2000, Pearl Jam grabó un álbum en directo. 

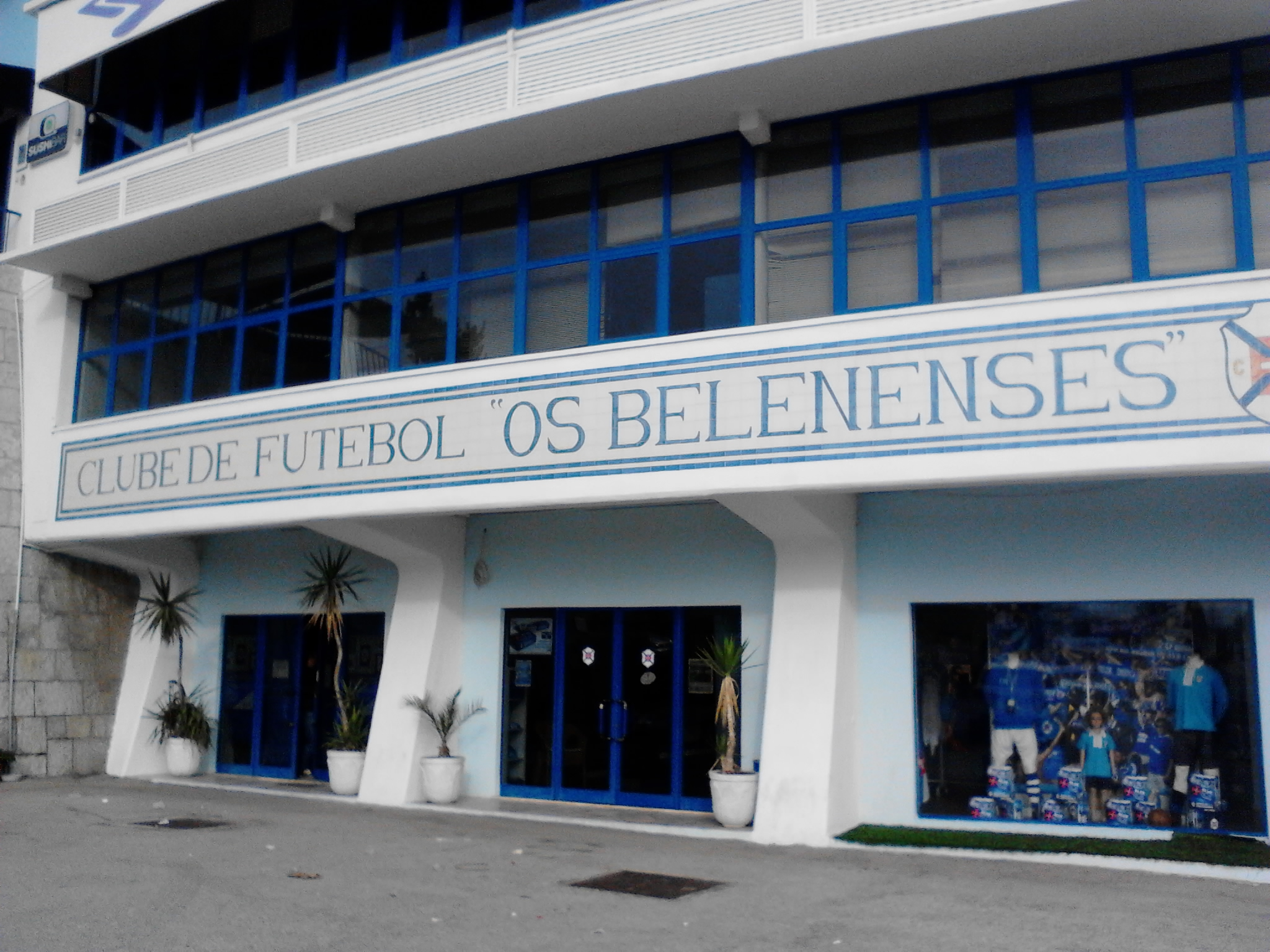
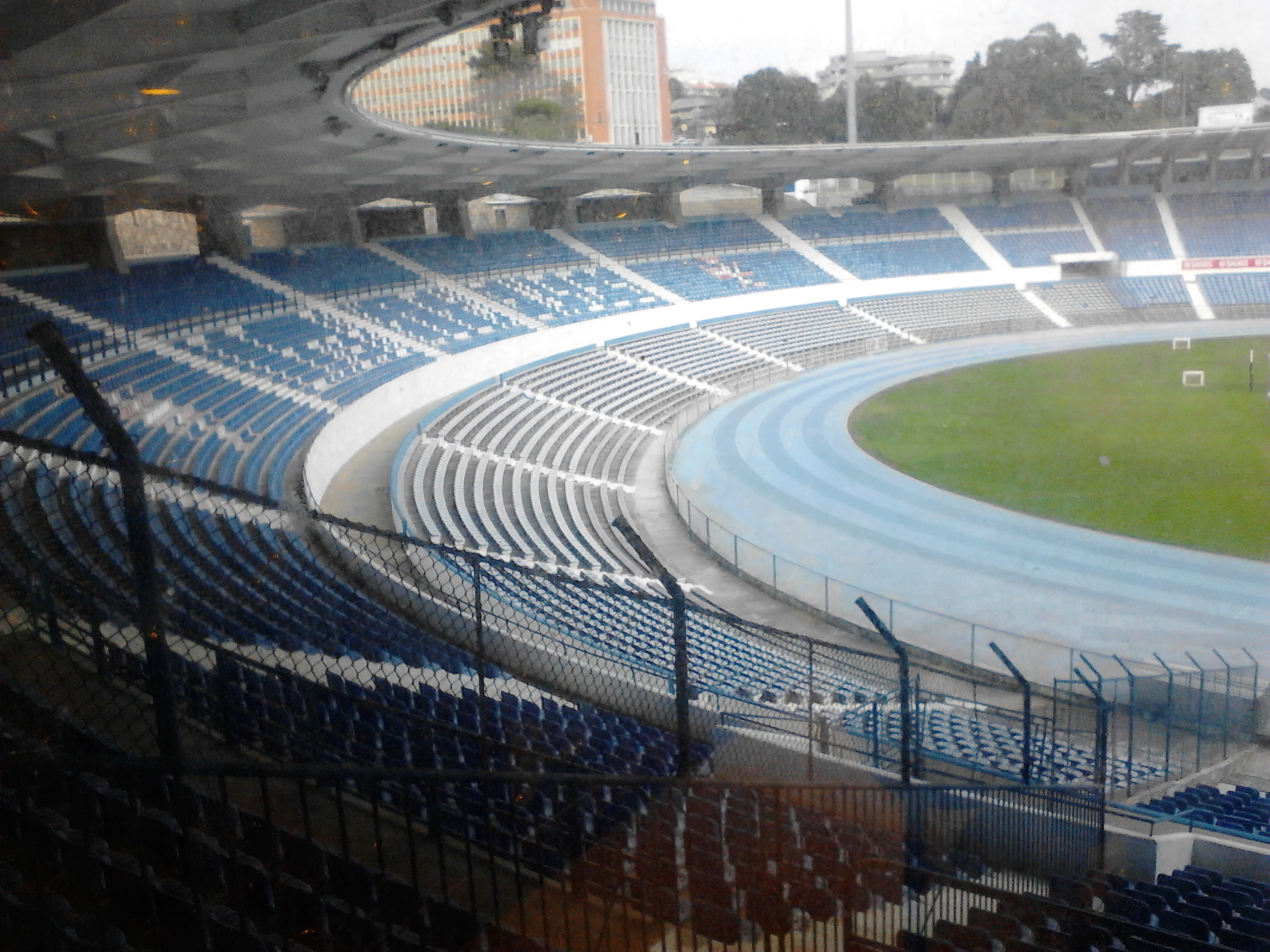